# باشگاه فوتبال استافورد تاون
باشگاه فوتبال استافورد تاون (به انگلیسی: Stafford Town Football Club) یک باشگاه فوتبال در شهر استافورد، انگلستان، کشور انگلستان است که در سال ۱۹۷۶ میلادی تأسیس شده‌است.